# Vereinigte Hauptzentrale 14
Koordinaten: 52° 11′ 33,4″ N, 13° 28′ 4,9″ O

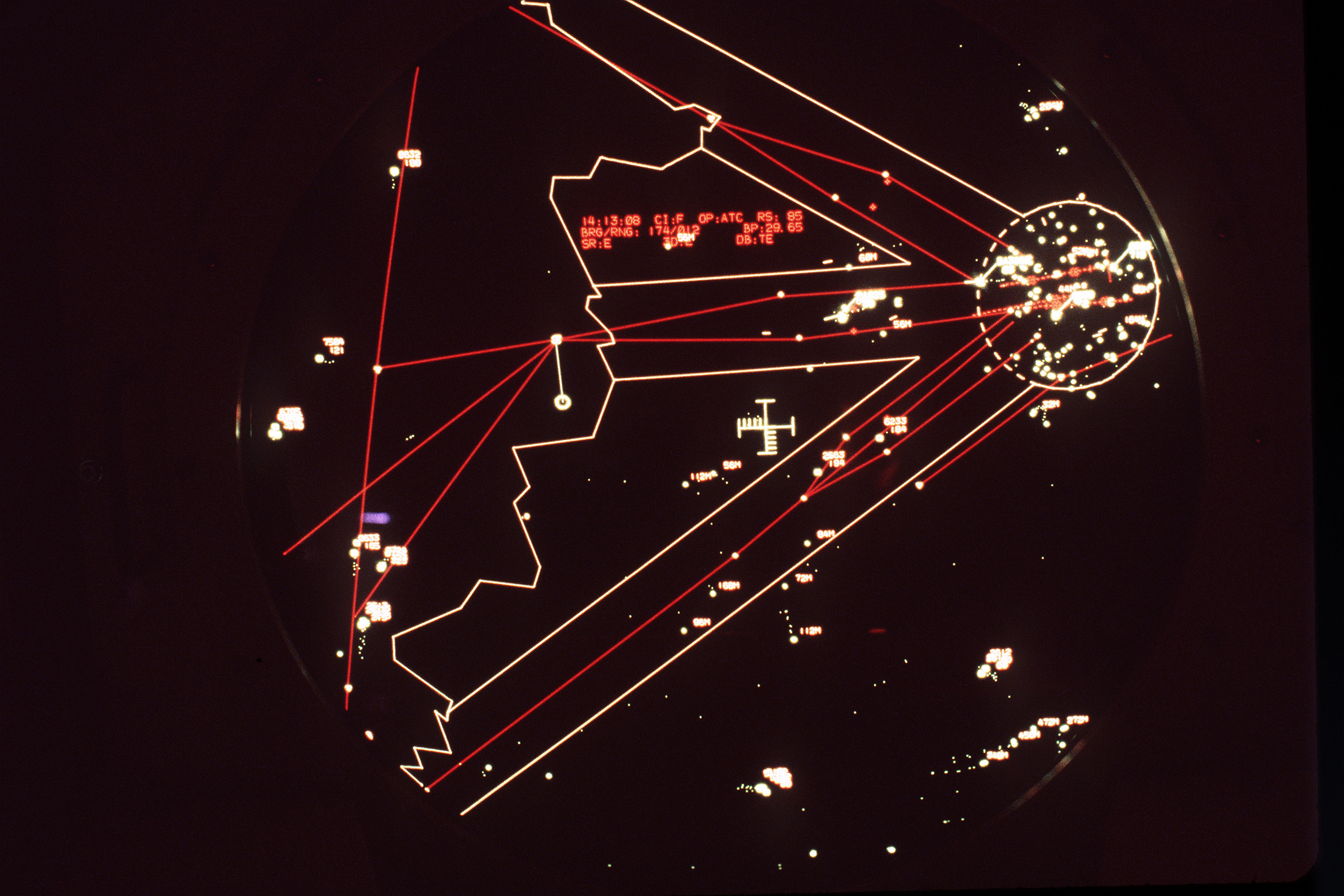
Luftlagebild mit den drei Luftkorridoren nach Berlin (West) und der BKZ

Die Vereinigte Hauptzentrale 14, auch Vereinigte Hauptzentrale des einheitlichen Flugsicherungssystems der DDR (kurz: VHZ), war die zentrale streitkräfte-gemeinsame Flugsicherungs-Koordinierungseinrichtung der Gruppe der Sowjetischen Streitkräfte in Deutschland (GSSD), der Nationalen Volksarmee (NVA) und der zivilen Institutionen zur Klärung von Verfahren der Flugsicherung im Luftraum der DDR.

## Auftrag
In der VHZ lief die gemeinsame Planung der Flüge der GSSD; aber auch der sogenannten Bewaffneten Organe der DDR, der Zivilluftfahrt und der Gesellschaft für Sport und Technik für den Luftraum der DDR sowie für den Grenzüberflug zusammen.
Unbenommen davon war der Befehlshaber der Luftstreitkräfte der GSSD gemäß alliiertem Kontrollstatus de facto alleiniger Hoheitsträger für alle Flugbewegungen im Luftraum der DDR. In seiner Hand lag auch die Zuständigkeit für die Koordinierung der drei Luftkorridore von – und nach Berlin (West), einschließlich der Berliner Kontrollzone (BKZ) mit dem Alliierten Kontrollrat.
Hierin begründet lag die Trennung der VHZ in eine russische GSSD Sektion und eine deutsche Luftstreitkräfte/ Luftverteidigung NVA Sektion. Amtssprache war russisch ohne Dolmetscher, weshalb auf deutscher Seite ausschließlich in der Sowjetunion ausgebildete Soldaten eingesetzt wurden.
Die operative Führung der russischen Sektion erfolgte durch den Hauptgefechtsstand (HGS) der GSSD Wünsdorf. Die deutsche Sektion wurde durch die zentrale Führungsstelle der Luftstreitkräfte des Kommandos LSK/LV (Bunker Fuchsbau Fürstenwalde) geführt.

## Nutzung nach der Wiedervereinigung
Die VHZ-14 stellte seitens der NVA mit dem Beitritt der DDR zur Bundesrepublik Deutschland am 3. Oktober 1990, 0:00 Uhr, den Betrieb ein. Gleichzeitig, im Auftrag des damaligen Verkehrsministeriums, federführend durch die Deutsche Luftwaffe, wurde diese Einrichtung als deutsch-russische Luftraum-Koordinierungsstelle (kurz: LUKO), nunmehr zivil/militärisch, bis zum vollständigen Abzug der GSSD im Jahr 1994 weitergeführt.
In dieser Zeit wurden auf Grundlage der militärischen Flugbefehle der GSSD und der Flugaufträge der Luftwaffe sowie der zivilen Standardflugpläne und Fluganmeldungen für den Luftraum der neuen Bundesländer und der Berliner Kontrollzone die Flüge koordiniert und Vorschläge für die Festlegung zeitweiliger Flugregime erarbeitet.

## Besonderheiten
- VHZ-14: Zahl 14 impliziert
  - 1. selbständiger Truppenteil mit Regimentsstatus
  - 2. die truppendienstliche Unterstellung zum Kommando LSK/LV
- Eine Außenstelle der VHZ-14 bestand in Dresden in co-location zur TS-24